# E-102 Gamma
E-102 Gamma (vaak afgekort voor Gamma of E-102) is een personage uit de Sonic the Hedgehog-serie. Hij komt alleen voor in Sonic Adventure en Sonic Battle. Zijn opvolger is E-123 Omega.

## Verhaal
Volgens het verhaal werd Gamma gemaakt door Eggman om Sonic voor de zoveelste keer tegen te houden. Zijn (zogenaamde) "grote broer" was E-101 Beta. Zijn eerste missie was om Froggy, de kikker van Big the Cat te vangen. Dit lukt hem. Zijn 2e missie was om Birdie, de vogel van Amy Rose te vangen. Deze missie was bijna volbracht toen hij langen gevangenissen liep. Gamma zag dat Amy de vogel in haar handen had. Gamma zei: "Give me the bird" ("Geef mij de vogel"). Waarop Amy reageerde dat ze dit niet wou. Gamma begon na te denken. Er gebeurde iets met hem. Opeens maakte hij de gevangenis open. Gamma zei Amy dat ze moest gaan. Amy vertrouwde hem niet, maar later ontsnapte ze toch. Gamma ging de rest van de E-series vernietigen. Dit lukt hem. Later beseft hij dat Eggman zijn vijand is. Later kwam hij bij zijn "grote broer" E-101 Beta, die Gamma's aartsvijand was geworden. Na een hevig gevecht raken ze allebei zwaar beschadigd met vernietiging tot gevolg.
Gamma komt na zijn vernietiging nog één keer voor in Sonic Battle. Deze heet Chaos Gamma.
Vanaf Sonic Heroes nam E-123 Omega zijn rol over. De robot lijkt veel op Gamma.
Gamma maakt een cameo als sticker in Super Smash Bros. Brawl.